# الركبة (العبدية)

تعديل مصدري - تعديل

الركبة هي إحدى قرى عزلة ال الثابثي بمديرية العبدية التابعة لمحافظة مأرب، بلغ تعداد سكانها 167 نسمة حسب تعداد اليمن لعام 2004.